# 斯波伊內火山
58°8′N 160°49′E / 58.133°N 160.817°E
斯波伊內火山（俄语：Спокойный），是俄羅斯的火山，位於該國東部堪察加半島，屬於中部山脈的一部分，海拔高度2,171米，最近一次火山噴發在公元前3450年發生。